# Ohio (állam)
Ohio (IPA: [oʊ̯ˈhaɪ̯oʊ̯] kiejtéseⓘ) az Amerikai Egyesült Államok 17. tagállama a Középnyugaton. Fővárosa Columbus, közel az állam földrajzi középpontjához.

## Neve
Az angol Ohio szó az irokéz ohi-yo szóból ered, melynek jelentése: nagy folyó.
Ohio beceneve Vadgesztenye Állam (Buckeye State), az ohiói vadgesztenyefák miatt. Lakosait Vadgesztenyéknek (Buckeyes) nevezik.

## Földrajza

Ohio földrajzi régiói

Ohiót északról az Erie-tó és Michigan, nyugatról Indiana, délről Kentucky és Nyugat-Virginia, keletről pedig Pennsylvania állam határolja. Nyugati fele síkság, keleti a dombos Allegheny-platóhoz tartozik.
Legjelentősebb folyója az Ohio, a Mississippi legnagyobb mellékfolyója. Hossza 1579 km. A folyó jelentősen befolyásolta az őslakosság történelmét. Fő szállítási út volt a korai Egyesült Államok nyugati terjeszkedése idején. Hat államon folyik keresztül, és vízgyűjtő medencéje 14 államnak. Legnagyobb mellékfolyója a Tennessee folyó. A 19. század folyamán az Északnyugati terület déli határa volt, s egyúttal határvonal (demarkációs vonal) a szabad és a rabszolgatartó területek között. Úgy is ismeretes, mint a Mason–Dixon-vonal. A folyóvölgy klímája átmenet a párás szubtrópusi és a párás kontinentális éghajlat között. A folyó az Allegheny és Monongahela folyók folytatása, amelyek a Point State Parknál találkoznak (Pittsburgh, Pennsylvania). Pittsburgh-től északnyugatra folyik Allegheny és Beaver megyéken keresztül, mielőtt egy hirtelen kanyart vesz dél-délnyugat irányába Nyugat-Virginia felé, ahol hármashatára Nyugat-Virginia–Ohio–Pennsylvania államoknak East Liverpool (OH), Chester (WV) és Midland (PA) közelében. A folyó durván követi a nyugat-északnyugat irányt, mielőtt dél-délnyugatnak fordul. Itt Nyugat-Virginia, Ohio, Kentucky, Indiana és Illinois határán folyik, aztán a Mississippi folyóba torkollik Cairo (IL) városnál.

## Története
Eredetileg az unión kívüli Északnyugati terület része volt, ám 1803. március 1-jén, csatlakozott az Államokhoz mint 17. tagállam (az első új államként az Északnyugati rendelet hatályba lépése után). 

## Népesség

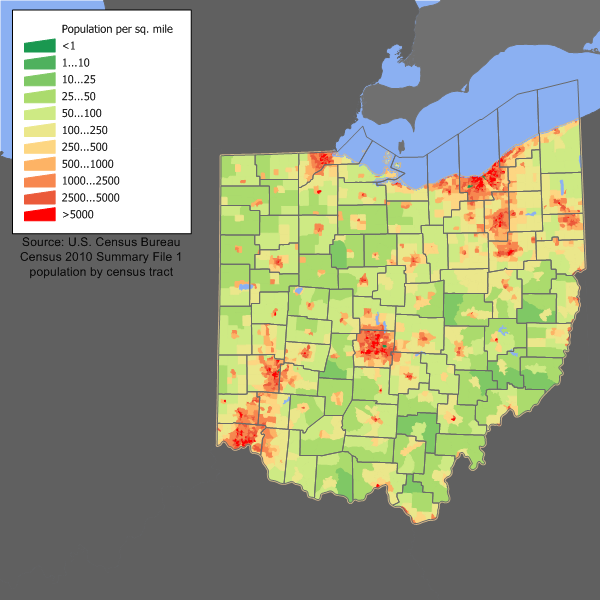
Ohio népsűrűségi térképe

A körülbelüli 45 000 fő 1800-tól kezdődően minden évtizedben körülbelüli 10%-os növekvést mutatott az 1970-es népszámlálásig, amikor 10,65 millió ohiói lakost számoltak. A népesség növekedése a következő 4 évtizedben lelassult, ma több mint 11 millióan laknak Ohio államban. 2007-ben népességének 6,5%-a volt 5 évnél fiatalabb, az ország 6,9%-ához viszonyítva. Továbbá 13,4%-uk volt idősebb 65 évnél, míg az országos átlag 12,6% volt. Ohio népességének 51,3% nő, az ország átlagos 50,8%-ával szemben.

### Nemzetiségek
Egy 2007-es felmérés szerint Ohio teljes lakosságának 3,6%-a külföldi születésű, az országos átlag ezzel szemben 12,5%.
Ohio származás szerinti öt legnagyobb csoportja 2007-ben:
1. németek (28,9%);
2. írek (14,8%);
3. angolok (10,1%);
4. lengyelek (8,4%);
5. olaszok (6,4%).

A lakosság nagyrasszokba sorolása 2006-os adatok alapján:
- 82,8% fehér (nem spanyol);
- 11,8% fekete (nem spanyol);
- 2,3% spanyol, keveredett etnikum;
- 1,5% ázsiai/óceániai;
- 1,3% keveredett rasszok;
- 0,2% amerikai őslakosok/alaszkai őslakosok;
- 0,1% egyéb rasszok.

2006-ban az Ohióban élő magyarok száma 193 951 volt, ezzel Ohio az az állam, ahol a legtöbb magyar származású ember él. Többségük az északi részen, Cleveland városa térségében él, körülbelül 130 000 fő.

## Nagyobb városok
Az állam városai népesség szerinti sorban:
1. Columbus – 754 885 fő
2. Cleveland – 433 748 fő
3. Cincinnati – 333 336 fő
4. Toledo – 293 201 fő
5. Akron – 207 510 fő
6. Dayton – 154 200 fő
7. Parma – 81 601 fő
8. Canton – 73 007 fő
9. Youngstown – 66 982
10. Lorain –  64 097 fő
11. Hamilton – 62 407 fő
12. Springfield – 60 608 fő

## Közigazgatás

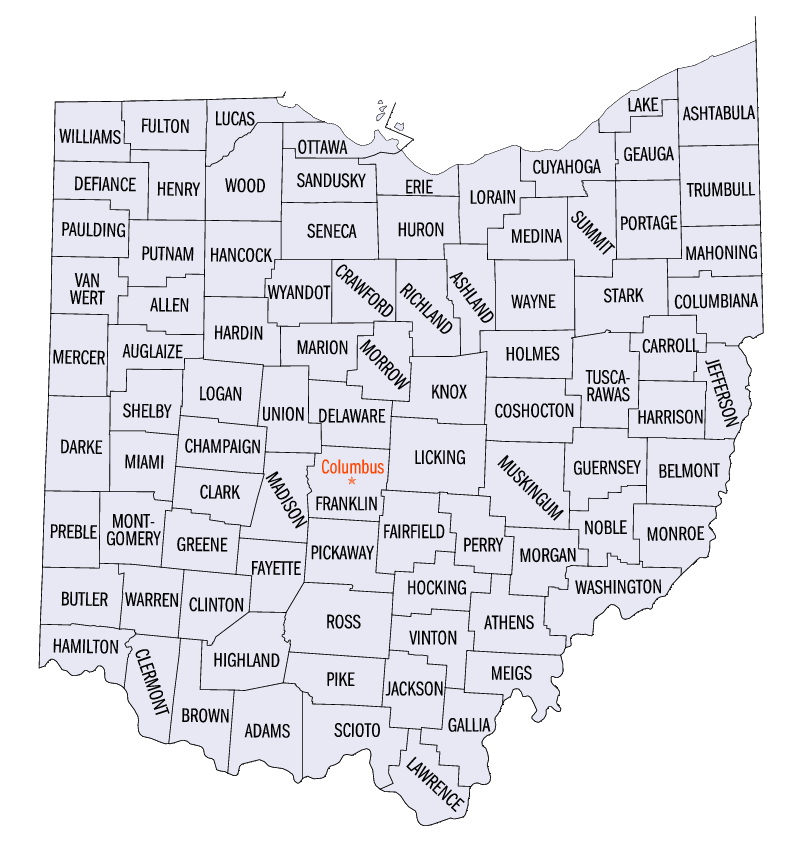
Ohio megyéi

Az állam 88 megyére oszlik.